# Slag om Grozny (maart 1996)
De Slag om Grozny van maart 1996, ook bekend als Operatie Vergelding, was een driedaagse verrassingsaanval door Tsjetsjeense onafhankelijkheidsstrijders op de door het Russische leger bezette Tsjetsjeense hoofdstad Grozny.

## Achtergrond
In juni 1995 hadden de Tsjetsjenen de controle verloren over alle grote steden en dorpen in hun onafhankelijk verklaarde republiek. Volgens bevelen van generaal Aslan Maschadov werd er overgegaan van conventionele oorlogsvoering naar guerrillatactieken waarbij de Tsjetsjeense verzetsstrijders gebruik maakten van het bergachtige landschap.

## Aanval
Op 6 maart 1996 startten Tsjetsjeense strijders een verrassingsaanval vanuit drie richtingen op Grozny. Afgelegen Russische posten en pro-Moskou Tsjetsjeense politiebureaus werden omsingeld en overrompeld. Hierbij werden significante verliezen aangericht, ook werden er wapens en munitie buitgemaakt. De aanval moest tonen dat de Tsjetsjenen het nog steeds konden opnemen tegen de Russische troepen.

## Nasleep
Drie dagen na de start van het offensief verlieten de Tsjetsjenen de stad. Gevechten in Grozny duurden nog enkele dagen voort. Russische eenheden die Grozny binnentraden beschoten elkaar af en toe omdat ze elkaar voor de vijand aanzagen.
President Dzjochar Doedajev noemde de aanval naar verluidt een "kleine pestoperatie". De aanval ging vooraf aan een veel grotere operatie die plaatsvond in augustus van hetzelfde jaar.